# London (banda)
London es una banda estadounidense de glam metal/heavy metal, formada en Hollywood, California. Es reconocida por haber sido cuna de músicos que luego brillarían en sus carreras en agrupaciones como Mötley Crüe, Guns N' Roses, W.A.S.P. y Cinderella. Se vio influenciada por agrupaciones como Sweet, New York Dolls y Mott the Hoople.
La agrupación tuvo sus inicios en 1978, grabando tres discos, para luego desintegrarse en 1990. En 2006 la banda se reformó para brindar algunos shows en los Estados Unidos.

## Músicos

### Alineación original
- Lizzie Grey - guitarra
- Blackie Lawless (W.A.S.P.) - guitarra
- Nikki Sixx (Mötley Crüe) - bajo
- Dane Rage - batería
- Michael White - voz

### Reemplazantes
- Henry Valentine - voz
- John St. John - teclados
- Nigel Benjamin - voz

### Segunda alineación
- Lizzie Grey - guitarra
- John "Wardie" Ward - voz
- Nigel Itson - batería
- Donny Cameron - bajo
- Slash (Guns N' Roses) - guitarra

### Reemplazantes
- Izzy Stradlin (Guns N' Roses) - guitarra
- Nadir D'Priest - voz
- Paul Volta - voz
- Bobby Marks - batería
- Brian West - bajo
- Fred Coury - batería
- Wailin' Jennings Morgan - batería
- Derek Shea - batería
- Frankie Jones - guitarra
- Artos San Filippo - guitarra
- Sean Lewis - guitarra
- Tim Yasui - batería
- Alan Krigger - batería
- Vince Gilbert - teclados
- Ken Holbrook - bajo

## Discografía
- Non Stop Rock - (1985)
- Don't Cry Wolf - (1986)
- Playa Del Rock - (1990)
- The Metal Years - (2001)